# Леонтий Полизоидис
Леонтий (на гръцки: Λεόντιος, Леонтиос) е гръцки духовник, митрополит на Вселенската патриаршия.

## Биография
Роден е около 1726 година в Мелник с фамилията Полизоидис (Πολυζωίδης). Става монах в Света гора, във Великата Лавра, където е ръкоположен за дякон от заточения там Гавриил Никомидийски. Става велик архидякон на Патриаршията в Цариград и в 1769 година при патриарх Теодосий II Константинополски е избран за глава на Мелнишката митрополия. Като мелнишки митрополит в 1794 година е избран за член на Светия Синод. Леонтий е мелнишки митрополит до юни 1796 година, когато е преместен за глава на Кесарийската митрополия по време на патриархата на Герасим III Константинополски и така става пръв митрополит в списъка на Великата църква. Оттегля се доброволно от поста на 1 октомври 1801 година поради напреднала възраст и лошо здраве. Вероятно се е върнал в родния си град при роднините си, където умира около 1803 година.
Негов племенник, син на брат му Христос, е гръцкият революционер и политик Анастасиос Полизоидис.